# Sigala (Hiiumaa)
Koordinaten: 59° 1′ N, 22° 32′ O
Sigala ist ein Dorf (estnisch küla) in der Landgemeinde Hiiumaa (2013 bis 2017: Landgemeinde Hiiu, davor Landgemeinde Kõrgessaare) auf der zweitgrößten estnischen Insel Hiiumaa (deutsch Dagö).

## Beschreibung und Geschichte
Sigala hat dreizehn Einwohner (Stand 31. Dezember 2011). Das Dorf liegt dreizehn Kilometer westlich der Inselhauptstadt Kärdla.
Nördlich des Ortes befindet sich der 13,8 Hektar große See Allikalaht, östlich der zehn Hektar große See Haavasoo järv. Westlich des Dorfes liegen die beiden Seen Venelaht (4,1 Hektar) und Väike Venelaht (2 Hektar).
Das Dorf wurde erstmals 1565 unter dem Namen Siekla urkundlich erwähnt. Dort lebten hauptsächlich schwedischstämmige Einwohner Hiiumaas. Nahezu alle schwedischsprachigen Familien wurden 1781 wegen angeblicher Unbotmäßigkeit auf Befehl der russischen Zarin Katharina II. in die Ukraine deportiert, wo sie 1782 die Kolonie Gammalsvenskby gründeten. Viele starben bereits auf der Reise in den Verbannungsort.